# 漯舞铁路
漯舞铁路，位于河南省平顶山市，西起舞阳县，东至漯河与京广铁路接轨。地方铁路I级，正线全长69.302km。隶属于河南省地方铁路局下属的漯舞铁路管理局，后逐渐被漯阜铁路公司接管。西端通过联络线与平舞铁路衔接；东端跨越京广线与漯阜铁路接轨。车站7个：漯河东站、漯河西站、大刘站、吴城站、辛安站、舞阳站、舞钢站。

## 历史
1959年，许昌专区动员民工建成窄轨铁路，用于舞阳钢铁厂生产，早期的线路是从漯河至舞阳的线路，长60公里。1961至1966年全面改造，用18kg钢轨换下生铁轨，用钢筋混凝土轨枕换下木枕。1969年与新建的南阳至舞阳地方铁路接通，合并为漯南铁路。
窄轨改准工程投资1.7亿元，于1993年11月动工，1994年12月底全线铺通。1995年7月3日临管临营，1995年12月1日正式运营。运输能力由不足100万吨提高到700万吨。1998年4月1日与国铁路网相互办理货物直通运输。